# 爆走トラック16トン
『爆走トラック16トン』（Movin' On）は、アメリカ合衆国のテレビドラマで1974年5月8日にパイロット版が放送された後、テレビシリーズをNBCで同年9月12日から1976年3月2日まで全45話が放送された。
日本では東京12チャンネル（現・テレビ東京）でパイロット版を映画放送枠にて『恐怖の大暴走』のタイトルで、そして1976年7月1日から1977年3月29日までTVシリーズを『爆走トラック16トン』のタイトルで放送された。1976年9月までは毎週木曜 20:00 - 20:54、同年10月以降は毎週火曜 20:00 - 20:54の時間帯に移動して放送された。

## 内容
腕っ節の強い中年タフガイのソニー・プルーイットと、ベトナム戦争で上官に逆らい脱落した法学部出身のインテリ青年ウィル・チャンドラー。この対照的な2人のトラック運転手が、仕事でグリーンカラーの16tトレーラー・トラック（1973-1974年モデルのケンワース W-925）を運転しながらアメリカ大陸を横断し、行く先々でさまざまな人々に出会い、事件に遭遇するというロードストーリーである。
主演のクロード・エイキンスとフランク・コンバースの二人は物語で登場する大型トラックを自ら運転するシーンを撮影するため、本作の制作開始前に運転免許のライセンスを取得した。

## 登場人物
ソニー・プルーイット (Sonny Pruitt)
演：クロード・エイキンス (Claude Akins)
吹替：木村幌
ウィル・チャンドラー (Will Chandler)
演：フランク・コンバース (Frank Converse)
吹替：原田一夫